# Likokona
Likokona è una circoscrizione mista (mixed ward) della Tanzania situata nel distretto di Nanyumbu, regione di Mtwara. Conta una popolazione di 18 629 abitanti (censimento 2012).